# Conclaaf van 1503 (oktober)
Het conclaaf van oktober 1503 vond plaats van 31 oktober tot 1 november 1503 in het Apostolisch Paleis te Rome, en volgde op de dood van paus Pius III op 18 oktober 1503. Het conclaaf leidde tot de verkiezing van Giuliano della Rovere als paus Julius II, die de bijnaam il terribile (Italiaans: 'de verschrikkelijke') kreeg en een van de bekendste renaissancepausen was.

## Achtergrond
Paus Pius III, geboren als Francesco Piccolomini, had slechts 26 dagen geregeerd voordat hij overleed. Omdat de kardinalen nog in Rome waren na zijn kroning, kon het nieuwe conclaaf snel worden georganiseerd. In de tussenliggende periode voerde Giuliano della Rovere onderhandelingen met verschillende invloedrijke partijen, waaronder Cesare Borgia en de Spaanse kardinalen, om hun steun te verzekeren. Hij beloofde onder andere dat Cesare zijn militaire positie en territoriale bezittingen in Romagna zou behouden. Daarnaast onderhandelde hij met de Franse kardinaal Georges d'Amboise, die zijn eigen kandidatuur opgaf ten gunste van della Rovere.

## Verloop en nasleep
Het conclaaf begon op 31 oktober met een mis van de Heilige Geest, gevolgd door het ondertekenen van electorale capitulaties door alle 38 aanwezige kardinalen. Deze capitulaties bevatten bepalingen zoals:
- Het voeren van oorlog tegen de Turken.
- Het bijeenroepen van een algemeen concilie binnen twee jaar.
- Het verbod voor de paus om oorlog te voeren tegen grote mogendheden zonder instemming van de kardinalen.
- Het verplicht raadplegen van kardinalen bij belangrijke beslissingen, vooral bij de benoeming van nieuwe kardinalen.

Na het sluiten van het conclaaf begon de stemming. Reeds bij de eerste stemronde werd della Rovere bijna unaniem gekozen. Na zijn verkiezing weigerde hij de gebruikelijke gunsten en benoemingen te ondertekenen, maar droeg hij deze over aan Fabio Santorio.
De verkiezing van Julius II markeerde het begin van een pausdom dat bekend zou staan om militaire campagnes en kunstpatronage. Hij speelde een cruciale rol in de Italiaanse politiek en was een belangrijke mecenas van de renaissancekunst. Zijn verkiezing werd algemeen aanvaard, zelfs door Lodewijk XII van Frankrijk, ondanks eerdere spanningen.